# Ichneumon nigricans
Ichneumon nigricans là một loài tò vò trong họ Ichneumonidae.